# Мерсьє (шампанське)

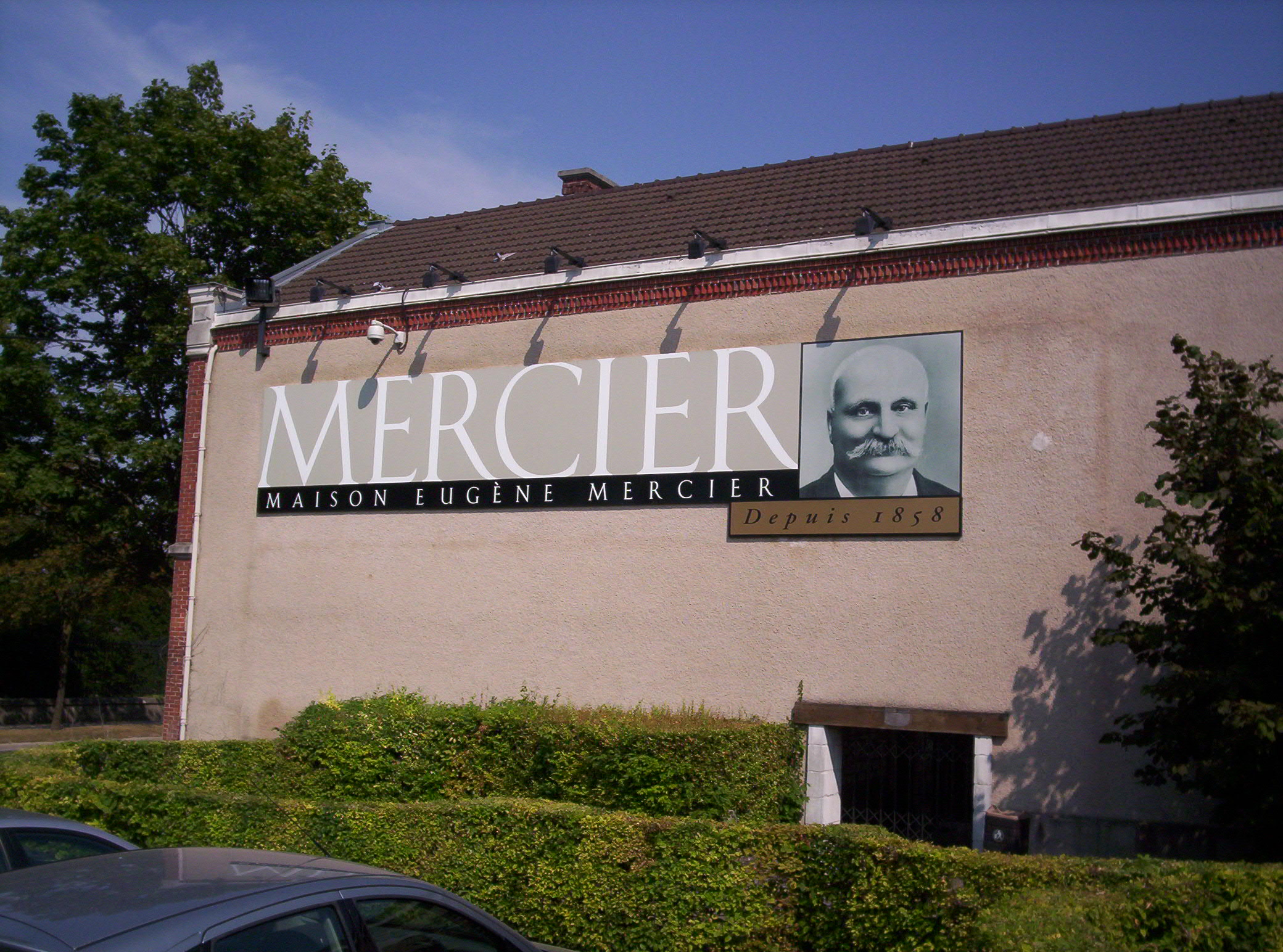
Осідок фірми Мерсьє в Еперне

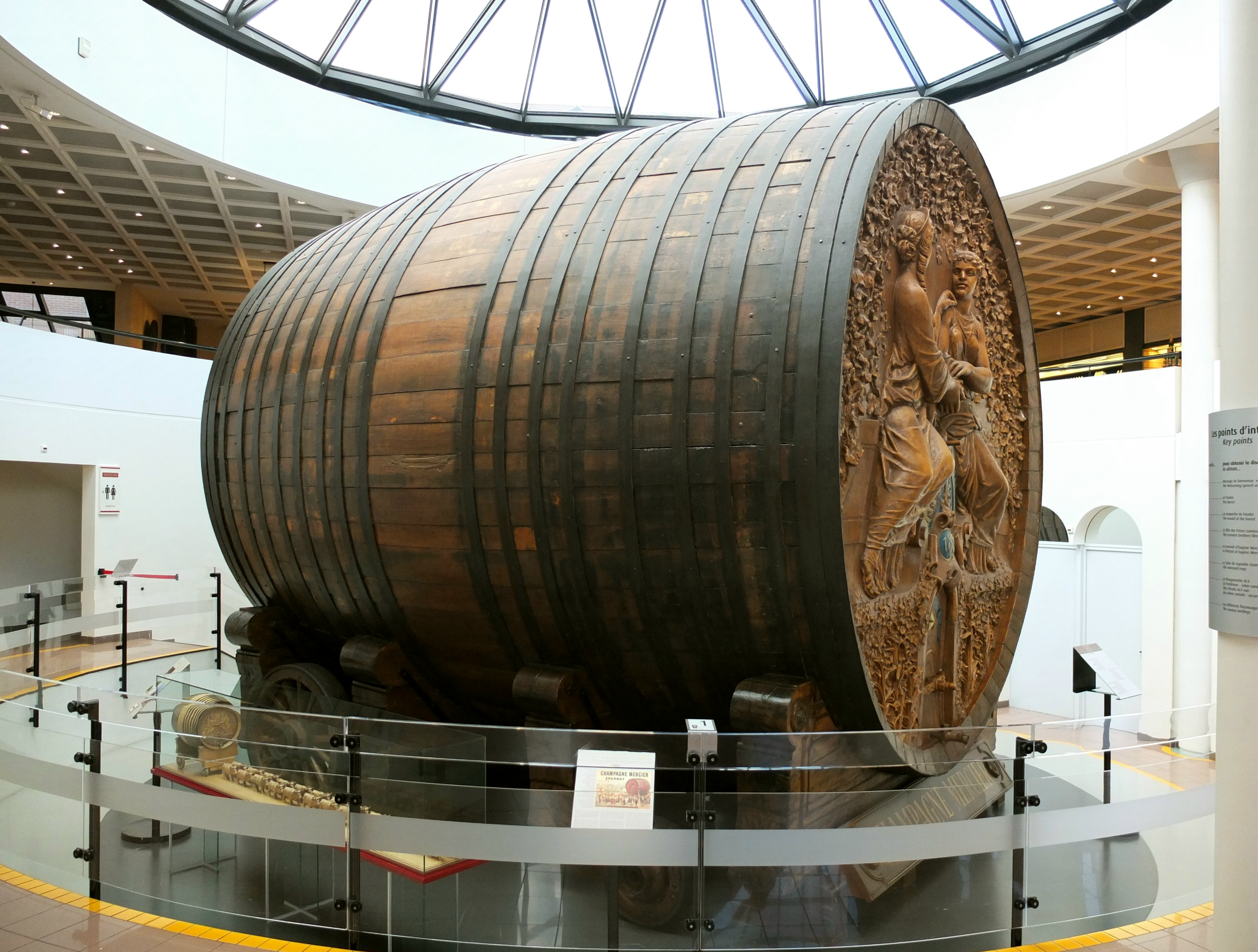
Діжка «Le foudre»

Мерсьє́ (фр. Mercier) — марка шампанських вин, заснована в 1858 році Еженом Мерсьє. Осідок фірми знаходиться в місті Еперне. Марка Мерсьє має найбільший обсяг продажів шампанських вин у Франції.

## Історія
Заснована в 1858 році Еженом Мерсьє (Eugène Mercier, 1838—1904), якому на той час було лише 20 років. 1869 року Мерсьє придбав ділянку в Еперне, в районі, де розташовані осідки всіх великим домів шампанських вин. Фірма знаходиться в тих самих приміщеннях і досі.
Поряд, у крейдяних породах на глибині 30 метрів розташовані винні погреби, споруджені в 1871 році. Довжина ходів становить 18 кілометрів..
У 1885 році фірма, що називалася тоді Compagnie des Grands Vins de Champagne E. Mercier & Cie, переводить частину виробництва у Люксембург, аби зменшити таким чином кошти.
До Світової виставки 1889 року в Парижі фірма Мерсьє виготовила й доставила до Парижа велетенську бочку об'ємом 1600 гектолітрів, яка називалася «Le foudre» («Блискавка»).
Мерсьє володів маркою Дом Периньйон, яку в 1930 році продав фірмі Моет і Шандон.
У 1970 році Мерсьє та Моет і Шандон об'єдналися в одну фірму. З 1987 року фірма називається Моет-Хеннессі-Луї Віттон.